# Ventil za ograničavanje tlaka
Ventil za ograničavanje tlaka osigurava da tlak u sustavu (na primjer hidraulički pogon) ne prijeđe maksimalno dopuštenu vrijednost. Koriste se kao sigurnosni ventili (za zaštitu od prekomjernog tlaka), kao kočni ventili (za zaštitu od tlačnih udara koji nastaju na primjer prilikom zatvaranja razvodnika) ili kao ventili za protudržanje. Potrebni su i prisutni u svim hidrauličkim sustavima, tipično se postavljaju na izlazu hidrauličke pumpe, za zaštitu pumpe i sustava od prekomjernog tlaka.
Ventil za ograničavanje tlaka u normalnom je položaju zatvoren. Na ventilu se skraćivanjem ili produžavanjem opruge namjesti željeni maksimalni tlak pri kojem će pritisak na pladanj ventila svladati silu u opruzi, gurnuti pladanj i na taj način otvoriti ventil. Tlak otvaranja veći je od tlaka zatvaranja ventila za 10 do 15% (histereza). U ventile za ograničenje tlaka često se ugrađuju prigušni klipovi ili prigušnice za smanjenje brzine zatvaranja (brzo otvaranje i usporeno zatvaranje). Time se sprječavaju štete od tlačnog udara kakvi se javljaju na primjer ako se zatvaranjem ventila trenutačno obustavi protok prema nekom potrošaču.
Ventil za ograničavanje tlaka izvodi se kao direktni do nazivnog tlaka NP 10 (10 bar), dok se za veće tlakove (zbog povećanih sila) koriste indirektno upravljani ventili.

## Regulator tlaka
Regulator tlaka nužan je dio pneumatskih sustava a osnovni mu je zadatak održavanje stalnog (konstantnog) tlaka na izlazu. Tlak na ulazu u regulator mora biti viši od izlaznog tlaka. Izlazni tlak se podešava vijkom, čiji se pomak preko opruge prenosi na membranu. Izlazni tlak djeluje na mebranu s gornje strane a opruga s donje. Ako je sila u opruzi veća, membrana preko zatika pomiče ventil sa sjedištem, a time propušta veću količinu zraka u prostor iznad membrane i prema izlazu ventila. Porastom tlaka na izlazu regulatora, raste sila na membrani s gornje strane koja tlači oprugu regulacijskog vijka i smanjuje se otvor na ventilu sa sjedištem, odnosno smanjuje se količina zraka na ulazu. U slučaju naglog porasta tlaka na izlazu (udar tlaka), membrana se i dalje pomiče i tlači oprugu, otvara se sigurnosni prolaz, te stlačeni zrak iz izlaznog dijela regulacijskog ventila odlazi u atmosferu. To uzrokuje pad tlaka u izlaznom dijelu. Tako se neprestano (kontinuirano) regulira i održava tlak na izlazu.
Tlak na izlazu regulatora podešava se vijkom kojim se mijenja sila u opruzi. Pod djelovanjem opruge otvara se ventil i propušta zrak prema izlazu
regulatora, povećavajući izlazni tlak. Kad tlak na izlazu poraste, on djeluje na membranu tako da se ventil pritvara i smanjuje protok, čime se izlazni tlak
smanjuje. Prilikom značajnijeg porasta izlaznog tlaka membrana se sve više savija, tako da se ventil najprije potpuno zatvori i prekine protok, a daljnjom deformacijom
otvara se prolaz zraka kroz membranu od izlaza regulatora prema atmosferi. Kao rezultat ostvaruje se konstantna razina tlaka zraka na izlazu regulatora.

## Sigurnosni ventil
Sigurnosni ventil ili ventil sigurnosti osigurava da ne dođe do prekoračenja tlaka u dovodnom vodu. Ako tlak u dovodnom vodu poraste iznad namještene vrijednosti, dovod se spaja s odzračnim odvodom sve dok tlak ne padne ispod namještene vrijednosti. Sigurnosni ventil spada u grupu tlačnih ventila, a u podgrupu ventila za ograničavanje tlaka.